# Championnat de Suisse de combiné nordique 2004
Le championnat de Suisse de combiné nordique 2004 s'est déroulé le 10 juillet 2004 à Hinterzarten, en Allemagne. La course de fond, qui était un sprint de dix kilomètres, a de nouveau couronné le champion en titre, Ivan Rieder.

## Résultats
| Rang | Athlète             |
| ---- | ------------------- |
| 1    | Ivan Rieder         |
| 2    | Ronny Heer          |
| 3    | Andreas Küttel      |
| 4    | Lucas Vonlanthen    |
| 5    | Andreas Hartmann    |
| 6    | Andreas Hurschler   |
| 7    | Jan Schmid          |
| 8    | Pascal Meinherz     |
| 9    | Guido Landert       |
| 10   | Michael Hollenstein |